# Camille Ivacheva
Camille Petrovna Ivacheva, née Camille Le Dentu le 17 juin 1808 (29 juin dans le calendrier grégorien) à Saint-Pétersbourg et morte en 1840 à Tourinsk le 30 décembre 1839 (11 janvier 1840 dans le calendrier grégorien) est une Française émigrée en Russie, connue pour avoir été la femme du décabriste Vassili Ivachev,.

## Biographie
Camille Le Dentu est la fille d'une gouvernante de la famille du général-major Pierre Nikiforovitch Ivachev. Elle vit d'abord avec sa mère dans la maison des Ivachev, puis devient elle-même gouvernante, à Saint-Pétersbourg. Elle rencontre pour la première fois dans une propriété des Ivachev le fils de son maître, Vassili, officier de cavalerie. Elle en tombe amoureuse, mais leur différence de statut ne permet pas à la jeune fille de faire la moindre allusion à ses sentiments.
Après la condamnation de Vassili Ivachev au bagne, Camille décide de s'ouvrir de ses sentiments à sa mère, qui elle-même en parle aux parents du condamné, et propose que sa fille partage le sort de leur fils en Sibérie. Les parents et la famille de Vassili accueillent favorablement cette offre, et la font connaître à leur fils, qui « avec un sentiment d'émerveillement et de gratitude », l'accepte.
Camille obtient en septembre 1830 l'autorisation de se rendre auprès d'Ivachev, et part pour la Sibérie en juin de l'année suivante. En septembre, elle arrive saine et sauve à Petrovski Zavod. Ils s'y marient une semaine après leur première entrevue, dans la maison des Volkonski. Après le mariage, Ivachev est autorisé à vivre un mois dans une maison construite pour Camille, puis c'est elle qui le rejoint dans sa cellule.
De leur mariage naissent quatre enfants, dont l'aîné, Alexandre, meurt en bas âge. En 1838, la mère de Camille, Marie-Cécile, s'installe de façon permanente à Tourinsk. Vassili Ivachev y fait construire avec de l'argent envoyé par son père une maison pour la famille. 
En décembre 1839, Camille meurt en couches avec son enfant lors de l'accouchement prématuré avec l'enfant. Vassili décède un an plus tard, à la date anniversaire de ses funérailles.
Leurs enfants (Maria, Vera et Piotr) et leur grand-mère sont autorisés à revenir en 1841 dans le gouvernement de Simbirsk, où ils sont élevés chez une sœur de leur père, la princesse Iekaterina Petrovna Khovanskaïa, sous le nom de Vassiliev. Leur nom et leur titre de noblesse leur sont restitués par décret en 1856.
Par la suite, Maria, Vera et Piotr se consacreront à des activités sociales et caritatives. La plus célèbre des trois enfants, Maria Troubnikova est l'une des premières féministes russes. et l'une des organisatrices du mouvement des femmes en Russie.

## Pour approfondir